# 82.ª Divisão Aerotransportada

Insígnia da 82.ª Divisão Aerotransportada.

Crachá de identificação do serviço de combate

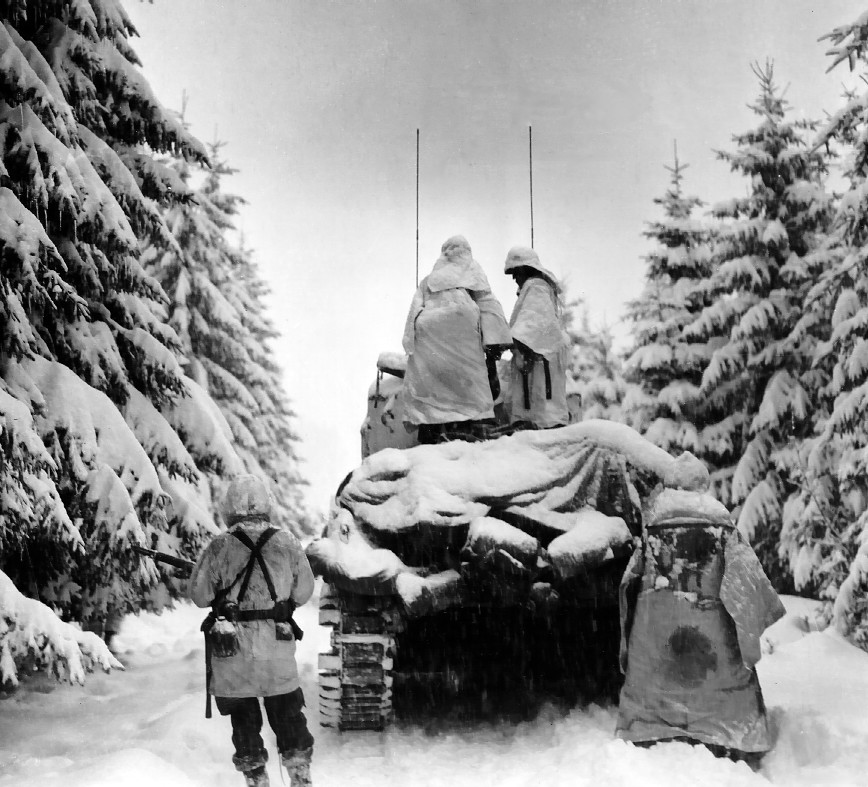
Paraquedistas do 504º Regimento de Infantaria avançam por uma floresta coberta de neve durante a Batalha das Ardenas, em dezembro de 1944

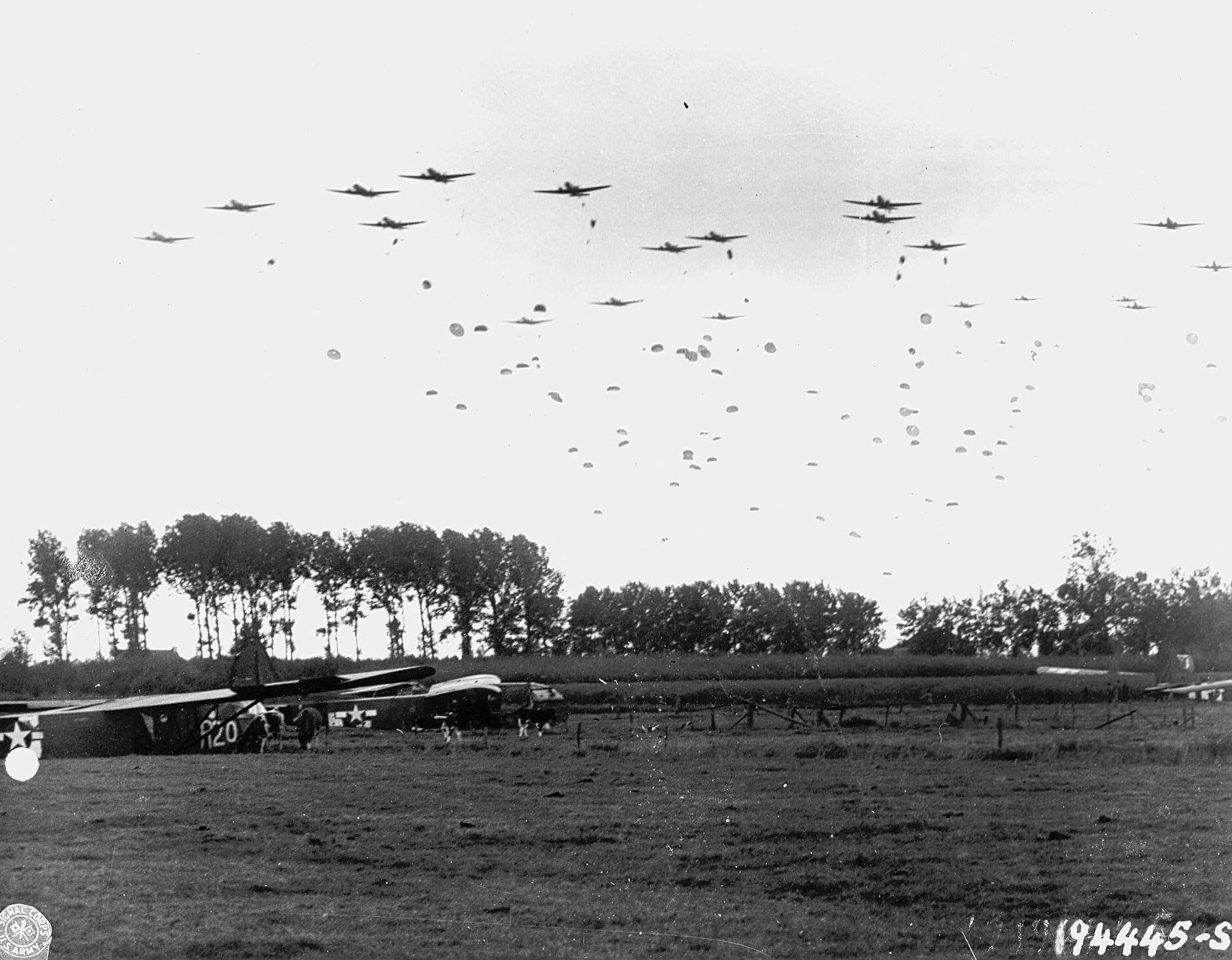
Paraquedistas da 82.ª Divisão Aerotransportada saltam perto de Grave, nos Países Baixos, durante a Operação Market Garden

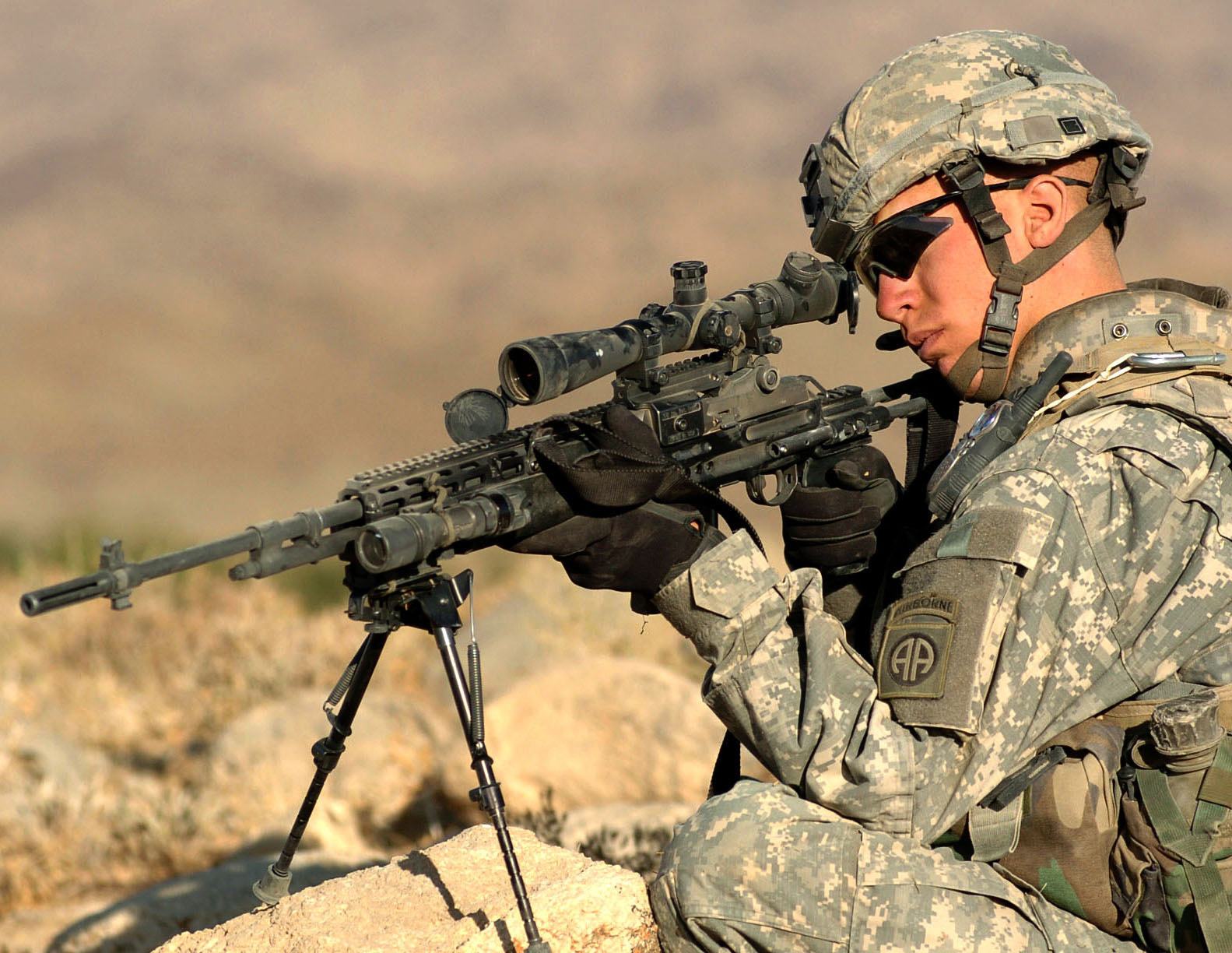
Um paraquedista do 325º Regimento de Infantaria realiza vigilância no Afeganistão.

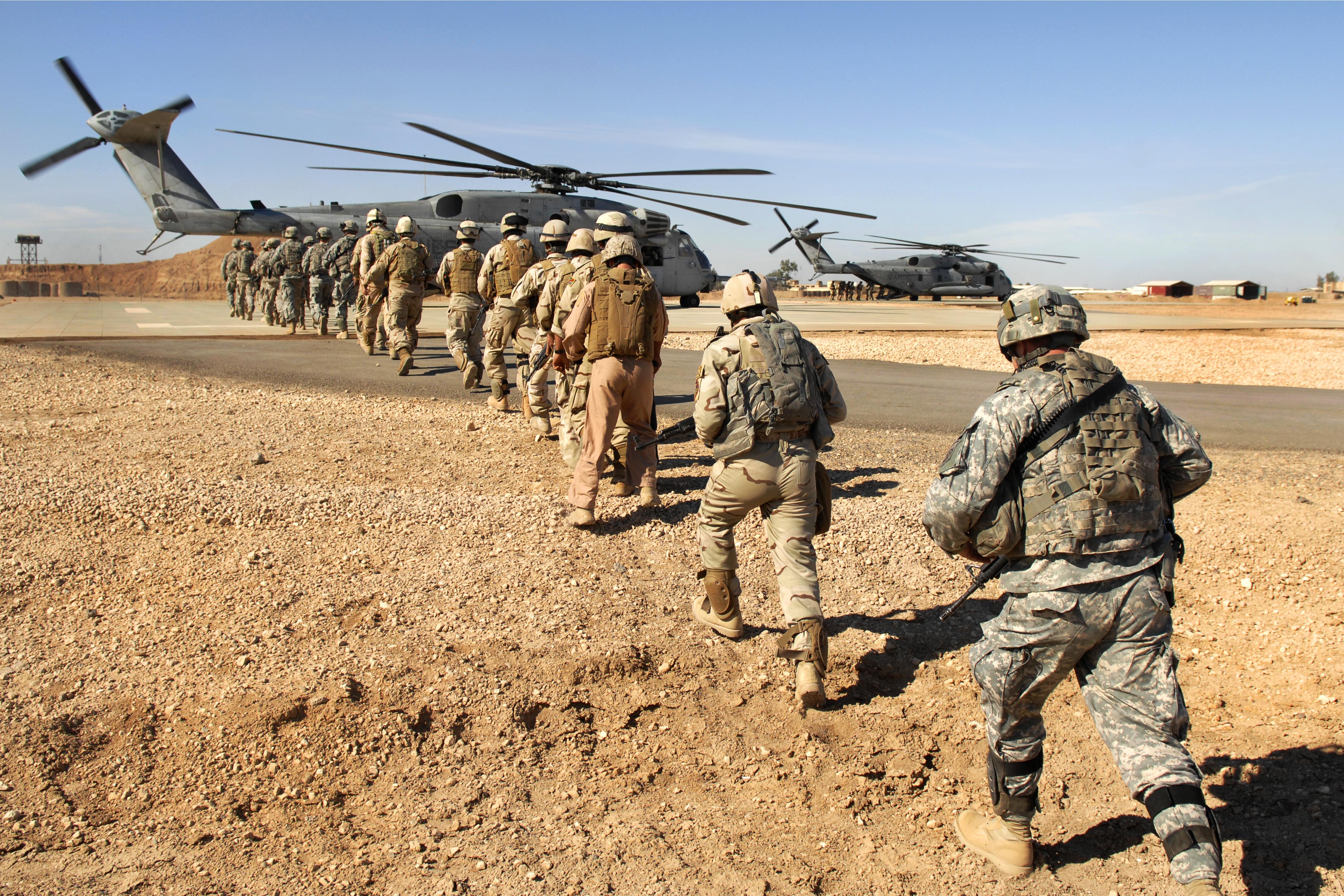
Soldados do exército dos EUA e do exército iraquiano embarcam num helicóptero Super Corall Marine CH-53E em Camp Ramadi, Iraque, 2009

A 82.ª Divisão Aerotransportada é uma divisão de infantaria aerotransportada do Exército dos Estados Unidos, especializada em operações de assalto de paraquedas, em áreas restritas estabelecida pelo Departamento de Defesa dos EUA como capaz de "responder a contingências de crises em qualquer lugar do mundo dentro de 18 horas". Sediada em Fort Bragg, Carolina do Norte, a 82.ª Divisão Aerotransportada faz parte do XVIII Corpo Aerotransportado. A 82.ª Divisão Aerotransportada é a divisão estrategicamente mais móvel do Exército dos EUA. Mais recentemente, a 82.ª aerotransportada conduziu operações no Iraque, treinando e auxiliando as forças de segurança iraquianas.
A divisão foi constituída, originalmente como 82.ª Divisão, no Exército Nacional em 5 de Agosto de 1917, logo após a entrada americana na Primeira Guerra Mundial. Foi organizada em 25 de agosto de 1917, em Camp Gordon, na Geórgia, e mais tarde serviu com distinção na Frente Ocidental nos últimos meses da Primeira Guerra Mundial. Uma vez que os seus membros iniciais vieram de todos os 48 estados, a divisão adquiriu o apelido de All-American, que é a razão do famoso "AA" no ombro. A divisão serviu posteriormente na Segunda Guerra Mundial, onde, em agosto de 1942, foi reconstituída como a primeira divisão aérea do Exército dos EUA e lutou em inúmeras campanhas durante a guerra.